# Писаревка (Крым)
Пи́саревка (до 1948 года Сырт-Каспи́р, ранее Сырт-Кас-Борю́; укр. Писарівка, крымскотат. Sırt Qaspir, Сырт Къаспир) — исчезнувшее село в Раздольненском районе Республики Крым, располагавшееся на западе района, у границы с Черноморским районом, в степной части Крыма, примерно в 4 км юго-западнее современного села Рылеевка.

### Динамика численности населения
- 1806 год — 23 чел.[5]
- 1900 год — 22 чел.[6]
- 1915 год — 146/25 чел.[7][8]
- 1926 год — 79 чел.[9]

## История
Идентифицировать Сырт-Каспир среди названий, зачастую сильно искажённых, деревень в Камеральном Описании Крыма… 1784 года пока не удалось. После присоединения Крыма к России (8) 19 апреля 1783 года, (8) 19 февраля 1784 года, именным указом Екатерины II сенату, на территории бывшего Крымского ханства была образована Таврическая область и деревня была приписана к Евпаторийскому уезду. После павловских реформ, с 1796 по 1802 год входила в Акмечетский уезд Новороссийской губернии. По новому административному делению, после создания 8 (20) октября 1802 года Таврической губернии, Сыртай-Каспорю был включён в состав Хоротокиятской волости Евпаторийского уезда.
По Ведомости о волостях и селениях, в Евпаторийском уезде с показанием числа дворов и душ… от 19 апреля 1806 года в деревне Сортай-Каспери числилось 4 двора и 23 жителя (все — крымские татары). На военно-топографической карте генерал-майора Мухина 1817 года деревня Сартыкаспер обозначена с 7 дворами. После реформы волостного деления 1829 года Сиртай Каспар, согласно «Ведомости о казённых волостях Таврической губернии 1829 года», отнесли к Аксакал-Меркитской волости (переименованной из Хоротокиятской). На карте 1836 года в деревне 8 дворов, а на карте 1842 года деревня Сыртай-Касборю обозначена условным знаком «малая деревня» (это означает, что в ней насчитывалось менее 5 дворов).
В 1860-х годах, после земской реформы Александра II, деревню приписали к Биюк-Асской волости. Согласно «Памятной книжке Таврической губернии за 1867 год», деревня Сиртай Каспори была покинута — в результате эмиграции крымских татар, особенно массовой после Крымской войны 1853—1856 годов, в Турцию, и в ней жили местные татары. На трёхверстовой карте 1865—1876 годов в деревне Сыртай-Касборю показаны 3 двора. В 1888 году в пустой деревне, на 1200 десятинах земли, поселились крымские немцы-лютеране. Сохранился документ о выдаче ссуды неким Фице (они же Пфице) под залог имения при деревнях Сыртай-Каспери и Эльгери-Каспери от 5 июня 1890 года. Согласно «…Памятной книжке Таврической губернии на 1892 год», в Отузский участок входила всего лишь экономия Сырт-Каспорю.
Земская реформа 1890-х годов в Евпаторийском уезде прошла после 1892 года; в результате Сырт-Каспир приписали к Агайской волости. По «…Памятной книжке Таврической губернии на 1900 год» в усадьбе Каспорю-Сыртай числилось 22 жителя в 2 дворах. По Статистическому справочнику Таврической губернии. Ч.II-я. Статистический очерк, выпуск пятый Евпаторийский уезд, 1915 год, в деревне Каспорю-Сыртай Агайской волости Евпаторийского уезда числилось 16 дворов с немецким населением (все дворы безземельные) в количестве 146 человек приписных жителей и 25 посторонних, из которых 85 мужчин и 86 женщин. Жители владели 1128 десятинами удобной земли. В хозяйствах имелось 140 лошадей, 19 коров и 380 голов мелкого скота.
После установления в Крыму Советской власти, по постановлению Крымревкома от 8 января 1921 года № 206 «Об изменении административных границ» была упразднена волостная система, и село вошло в состав Бакальского района Евпаторийского уезда, а в 1922 году уезды получили название округов. 11 октября 1923 года, согласно постановлению ВЦИК, в административное деление Крымской АССР были внесены изменения, в результате которых округа были отменены, Бакальский район упразднён, а село вошло в состав Евпаторийского района. Согласно Списку населённых пунктов Крымской АССР по Всесоюзной переписи 17 декабря 1926 года, в селе Сырт-Каспир, Агайского сельсовета Евпаторийского района, числилось 18 дворов, все крестьянские, население составляло 79 человек, из них 59 немцев и 20 русских. Постановлением ВЦИК РСФСР от 30 октября 1930 года был создан Фрайдорфский еврейский национальный район (переименованный указом Президиума Верховного Совета РСФСР № 621/6 от 14 декабря 1944 года в Новосёловский) (по другим данным 15 сентября 1931 года) и село включили в его состав, а после создания в 1935 году Ак-Шеихского района (переименованного в 1944 году в Раздольненский) село включили в его состав. Вскоре после начала Великой Отечественной войны, 18 августа 1941 года крымские немцы были выселены — сначала в Ставропольский край, а затем в Сибирь и северный Казахстан.
С 25 июня 1946 года Сырт-Каспир в составе Крымской области РСФСР. Указом Президиума Верховного Совета РСФСР от 18 мая 1948 года Сырт-Каспир переименовали в Писаревку. 26 апреля 1954 года Крымская область была передана из состава РСФСР в состав УССР. Время включения в Берёзовский сельсовет пока не установлено: на 15 июня 1960 года село уже числилось в его составе. Населённый пункт ликвидирован к 1968 году (согласно справочнику «Крымская область. Административно-территориальное деление на 1 января 1968 года» — в период с 1954 по 1968 годы, как посёлок Берёзовского сельсовета).